# 自由之火

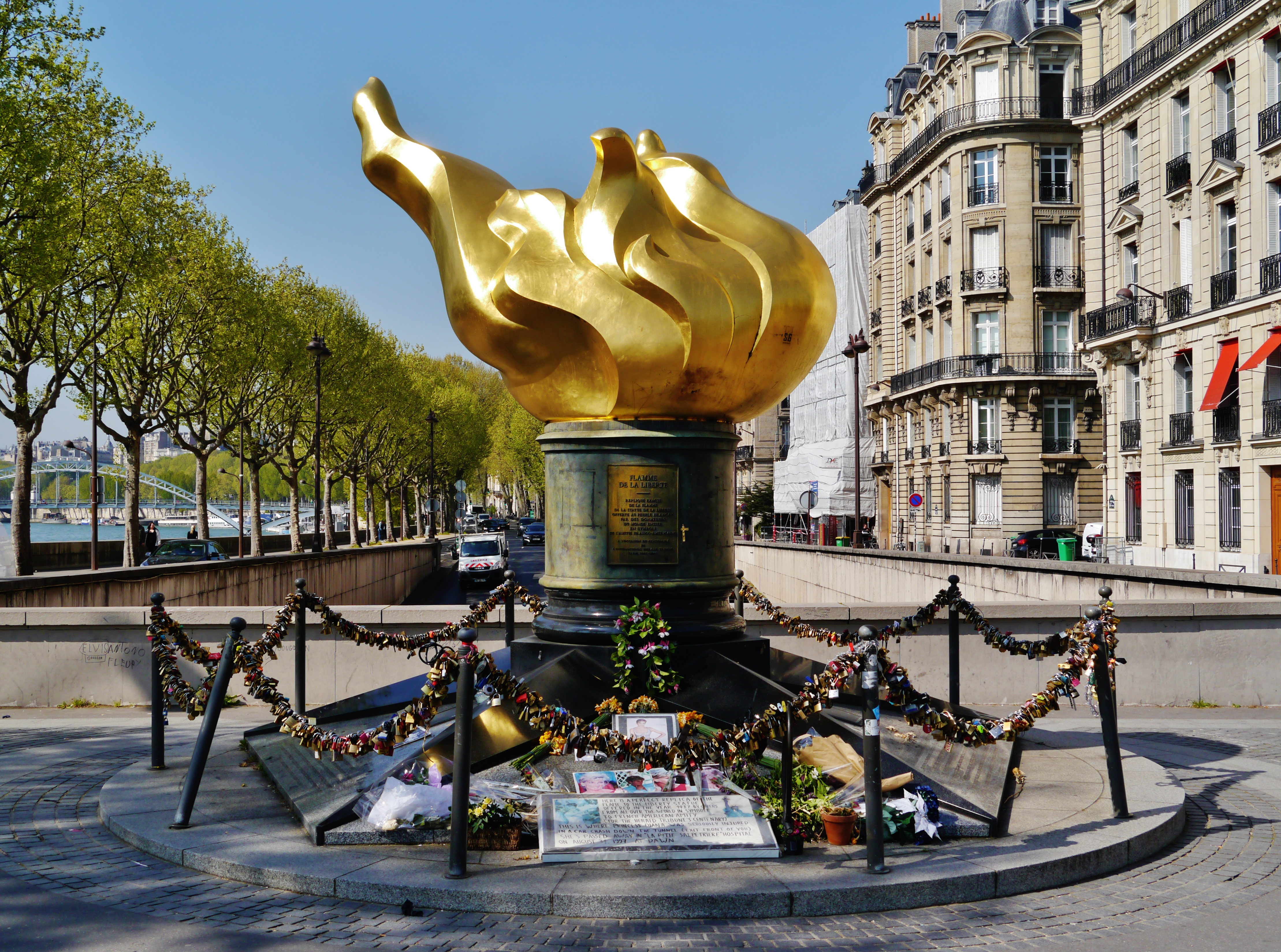
位於巴黎的自由之火

自由之火（法語：Flamme de la Liberté），是法國巴黎一個複製美國自由神像手握著的火炬的複製品，大小完全一樣。這個複製品位於巴黎阿尔玛桥的北端。這個複製品是1987年一個捐贈者在國際先驅論壇報百年慶的時候將自由之火送給巴黎市的。
自由之火也是一個紀念已故戴安娜王妃的非官方紀念場所，這是因爲1997年戴安娜王妃就是在附近阿尔玛桥下面的隧道遭遇車禍，後來証實死亡。自由之火上面有不少紀念戴安娜的字句，所以很多人都誤以為這個自由之火是為了紀念戴安娜而興建的。

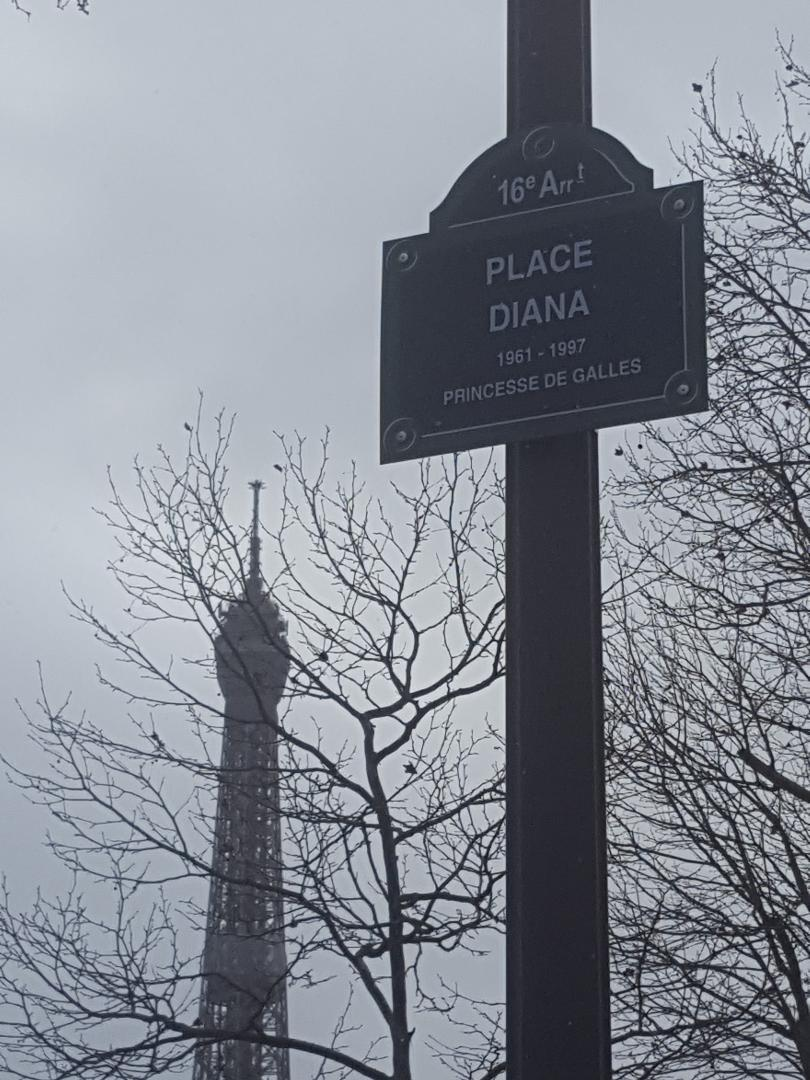
戴安娜广场